# Lucas Meister
Lucas Julien Meister (* 16. August 1996 in Muttenz, Kanton Basel-Landschaft) ist ein Schweizer Handballspieler. Der Kreisläufer spielt derzeit für den Schweizer Verein Kadetten Schaffhausen.

## Karriere
Meister begann in der U-11-Mannschaft des TV Muttenz mit dem Handballspielen. Danach wechselte er zum TV Birsfelden und 2013 zu den Kadetten Schaffhausen, bei denen er noch als Jugendspieler 2014 in der Nationalliga A debütierte. Mit dem Verein gewann er von 2015 bis 2017 drei Meisterschaften in Folge und holte 2016 den SHV-Cup. Zur Saison 2019/20 wechselte er in die Bundesliga zu GWD Minden. Zur Saison 2022/23 unterschrieb er beim SC Magdeburg einen Vertrag über zwei Jahre. Mit dem SCM gewann er den IHF Super Globe 2022. Mit dem SCM gewann er die EHF Champions League 2022/23 im Finale gegen KS Kielce mit 30:29 nach Verlängerung. Beim IHF Super Globe 2023 gewann er zum zweiten Mal in Folge die Klub-Weltmeisterschaft. Neben dem DHB-Pokal gewann er auch die deutsche Meisterschaft 2023/24. Nach der Saison 2023/24 kehrte er in die Schweiz zu den Kadetten Schaffhausen zurück.
Sein erstes Länderspiel für die Schweizer Nationalmannschaft bestritt er am 5. November 2015 im tunesischen Hammamet gegen Algerien. An der Europameisterschaft 2024 warf er vier Tore in drei Spielen und belegte mit dem Team den 21. Rang. An der Weltmeisterschaft 2025 warf er acht Tore in sechs Spielen und erreichte mit der Auswahl den 11. Platz.
Insgesamt absolvierte er bislang 95 Länderspiele, in denen ihm 225 Tore gelangen.

## Erfolge
- Schweizer Meister (4): 2015, 2016, 2017 und 2019
- Schweizer Pokalsieger (1): 2016
- Schweizer SuperCup-Gewinner (2): 2016 und 2017
- IHF Super Globe (2): 2022, 2023
- EHF Champions League (1): 2023
- Deutscher Meister (1): 2024
- DHB-Pokalsieger (1): 2024